# Бухарское ханство
Буха́рское ха́нство (перс. خانات بخارا‎; чагат. بخارا خانلیگی‎)  — узбекское государство, существовавшее с 1500 по 1785 год в Центральной Азии на территории современных Узбекистана, Таджикистана, Туркменистана, Казахстана, Афганистана, Кыргызстана, Ирана, Китая.
Бухарское ханство, наряду с Хорезмом (Хивинское ханство) и Кокандским ханством, было одним из трёх узбекских государств в Средней Азии.
Бухарским ханством также часто назывался его правопреемник — Бухарский эмират, существовавший с 1785 по 1920 год.

## История
История Бухары состоит из двух частей: древней, или истории Трансоксании (Мавераннахр, «мавера-ун-нахр» — заречье по-арабски) и новой, или истории Бухарского ханства.
- Древняя История Бухары

### Мавераннахр в VIII—XV веках
Под именем Трансоксании подразумевались все земли, лежащие по правую сторону Аму-Дарьи и составившие впоследствии ядро будущего Бухарского ханства. Но уже в конце IX века правители Трансоксании владели обширными провинциями и на левом берегу этой реки.

### Бухарское ханство
Создание Бухарского ханства связывают с приходом к власти династии Шейбанидов в 1500 году, когда их лидер Шейбани-хан включил в состав своего государства владения Тимуридов Мавераннахр и Великий Хорасан. При этом столицей его государства оставался Самарканд. Лишь после прихода к власти его племянника Убайдулла-хана в 1533 году столица была перенесена в Бухару. Со второй четверти XVI века государство стало именоваться Бухарским ханством.
В Бухарском ханстве существовала иерархия государственных чиновников. Титул аталыка при Шейбанидах (1500—1599), по важности был третьим государственном чином после диванбеги и накиба. Аталык — переводится как ханский дядька или воспитатель, в переводе с узбекского означал «заступающий место отца» и традиционно давался лицам особо почетным и уважаемым Ханская политика в провинциях зависела от авторитета назначаемых на эту должность людей. Хан, назначая принцев правителями провинций — вилайетов, прикреплял к ним наставников — аталыков из числа верных ему людей, которые управляли государственными делами до совершеннолетия принцев. Если в XVI веке задача аталыка заключалась лишь в ведении дел на местах, в вилайетах, то при Аштарханидах его роль усилилась.

#### Династия Шейбанидов

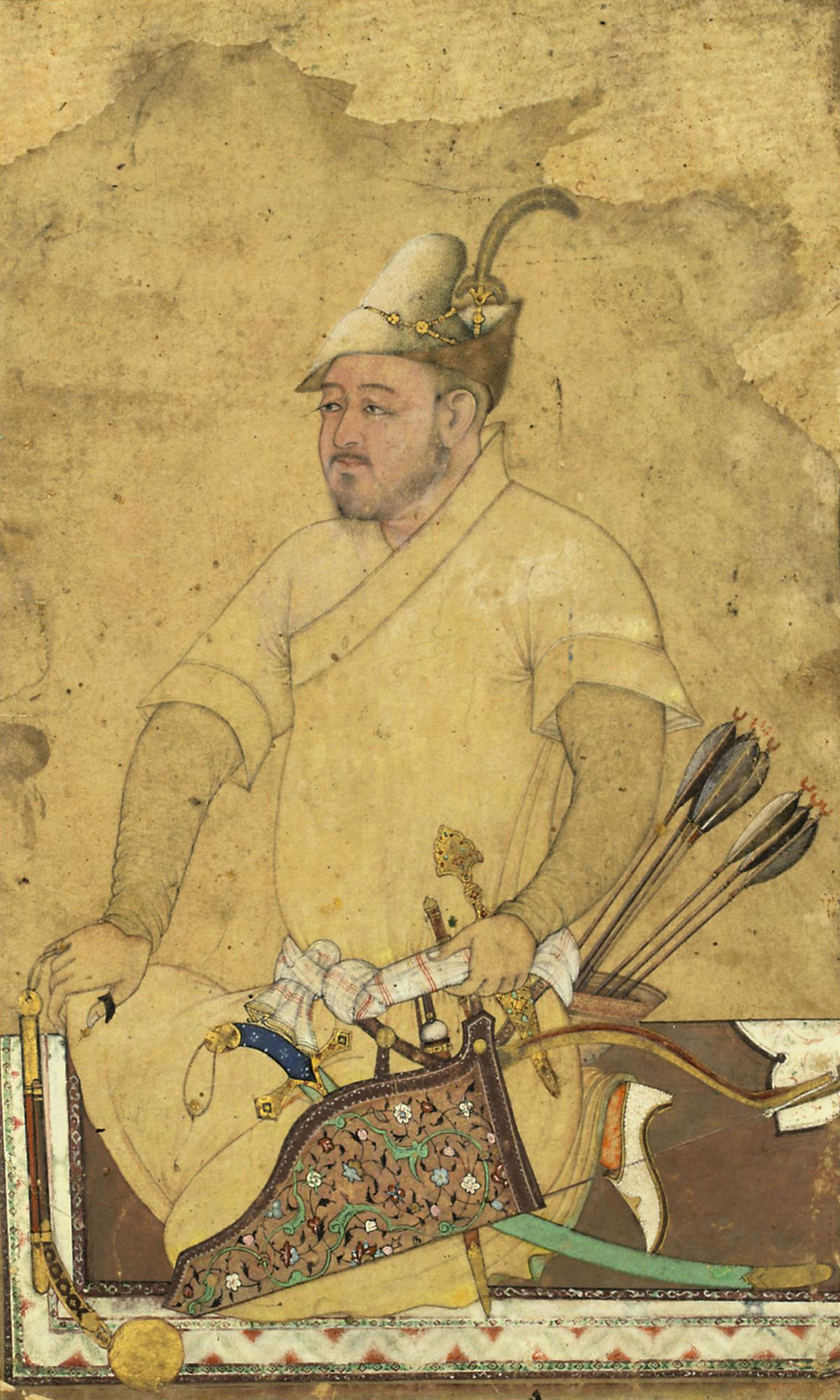
Миниатюра рукописи середины XVI века, изображающая вооружённого воина-узбека

При Шейбанидах (1500—1601) и наследовавших им Аштарханидах история Бухарского ханства представляет собой сочетание периодов спокойствия и войн, которые вели владетели Бухары с Доулет-е Кызылбаш — Кызылбашским государством (Государством Сефевидов) и Хорезмом.
Основатель династии Шейбанидов — Мухаммед Шейбани (1451—1510), сын Шахбудаг-султана, внук Абулхайр-хана. Мухаммед Шейбани, собрав войско, в 1499 году пошёл в поход на юг, в Мавераннахр и завоевал Государство Тимуридов, раздробленное после смерти Тамерлана.
Бухарское ханство, основанное Мухаммадом Шейбани-ханом в Мавераннахре, в мемуарах придворного литератора первых Шибанидов Зайн ад-Дина Васифи «Удивительные события» называется «узбекским государством».
В 1510 Шейбани-хан был разбит под Мервом сефевидским шахом Персии Исмаилом I и убит.
Его племянник Убайдулла-хан перенёс в 1533 году столицу своего государства в Бухару. Кочевые дешт-и-кипчакские племена, ушедшие с Шейбанидами, нашли в Мавераннахре местное оседлое население, тюрков, карлуков, рода кипчаков, мингов, кунгратов, меркитов, дуглатов и принесли, как победители, местному народу своё название — узбеки что в переводе с тюркского означает «сам себе бек», «сам себе господин»).
После смерти сына дочери тимурида Улугбека Кучкунджи-хана (1512—1531), дяди Шейбани-хана, и кратковременного правления его сына Абу Саид-хана (1530—1533) главой государства стал Убайдулла-хан (1533—1540), племянник Шейбани-хана. Шейбаниды считали, что именно они являются законными наследниками Тимуридов, и вели постоянную борьбу с Сефевидами за Хорасан и вторую столицу Тимуридов — Герат. При правлении Абдулатиф-хана (1540—1551) в официальной документации использовался не только персидский, но и узбекский язык. Правление Абдуллы-хана II (1557-98, хан всех узбеков с 1583 года) характеризовалось значительным усилением ханской власти. Пирмухаммед-хану II (1598—1601), последнему Шейбаниду, принадлежала лишь небольшая часть государства; в 1601 году он был убит аштарханидским султаном Баки Мухаммадом.

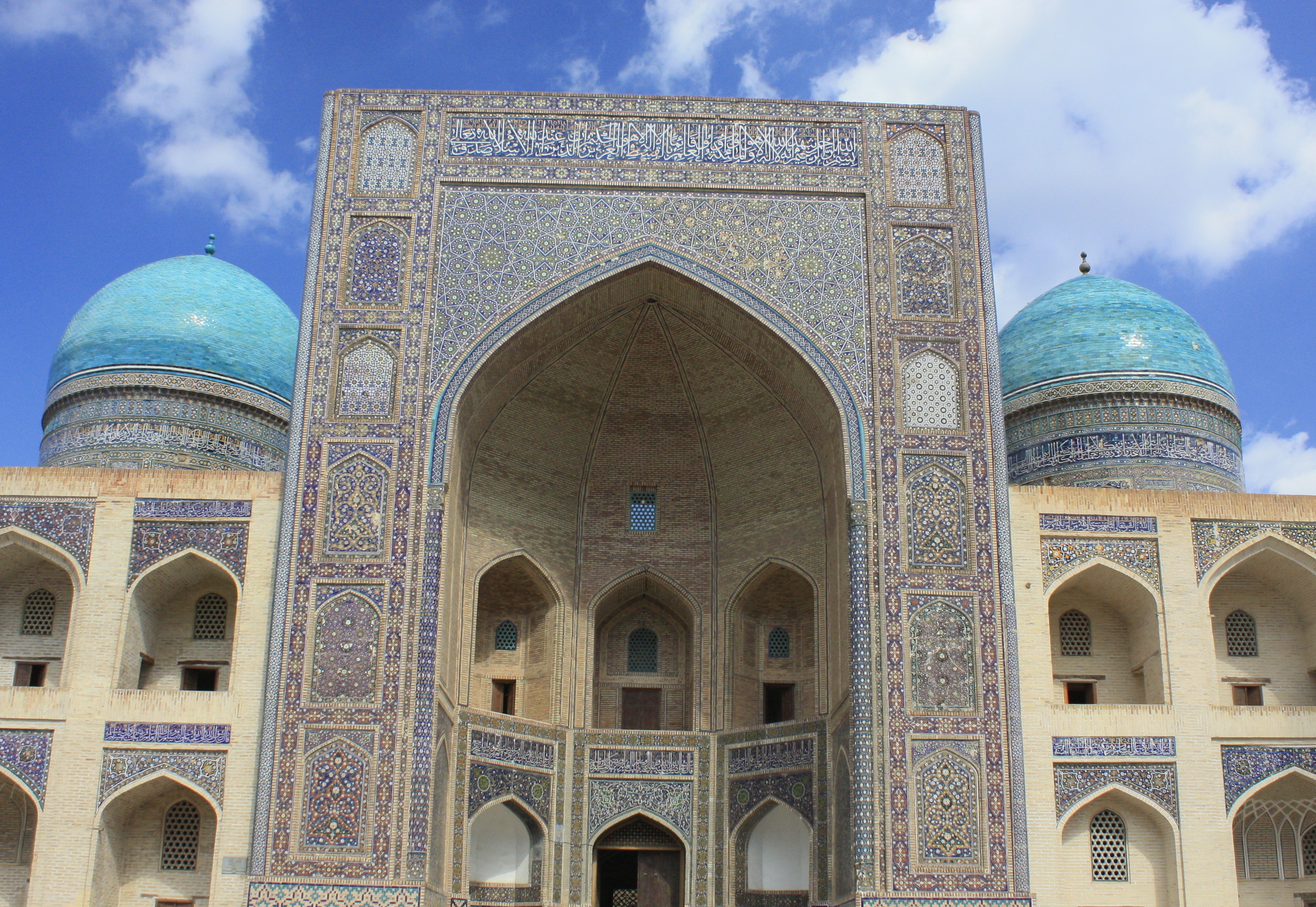
Медресе Мири Араб, XVI в.

Из Шейбанидов в особенности замечателен Абдулла-хан II (1583—1598), ревностно заботившийся о процветании и счастье своего народа. Правитель этот в течение своего более чем сорокалетнего царствования построил множество учебных заведений, мечетей, бань, караван-сараев и мостов, развел тенистые сады в главных городах ханства, устроил почтовое сообщение, и вообще был усердным покровителем земледелия, торговли и науки. Имя Абдуллах-хана II и поныне пользуется необыкновенной популярностью в Бухаре; в глазах бухарца каждый памятник прежних времён кажется результатом щедрости и любви к изящным искусствам этого правителя. Правление Шейбанидов ознаменовалось также постепенным обособлением восточно-исламского мира от западного и необыкновенным возвышением власти и влияния учёных мулл и богословов, вследствие чего богословские науки заняли в медресе Бухары первое место.
В эпоху Шейбанидов развивалась поэзия, литература и история на тюркском языке. Из известных поэтов эпохи Шейбанидов, среди тюркских историков можно выделить Абдулла Насруллахи.
Шейбани-хан увлекался поэзией и писал стихи на тюркском языке. До нас дошёл сборник его стихотворений. Есть данные источников, что Шейбани-хан писал стихи и на тюркском, и на персидском языках. Диван стихов Шейбани-хана, написанный на среднеазиатском тюркском литературном языке в настоящее время хранится в фонде рукописей Топкапы в Стамбуле. Он состоит из 192 страниц. Рукопись его философско-религиозного произведения: "Бахр ул-худо", написанное на среднеазиатском тюркском литературном языке в 1508 году находится в Лондоне. Шейбани-хан писал стихи под псевдонимом "Шибани". Он написал прозаическое сочинение под названием «Рисале-йи маариф-и Шейбани». Оно было написано на чагатайском языке в 1507 году вскоре после захвата им Хорасана и посвящено своему сыну, Мухаммед Тимур-султану (рукопись хранится в Стамбуле). Убайдулла-хан был очень образованным человеком, мастерски декламировал Коран и снабдил его комментариями на тюркском языке, был одаренным певцом и музыкантом. С именем Убайдуллы-хана связано образование самого значительного придворного литературного круга в Мавераннахре первой половины XVI столетия. Убайдулла-хан сам писал стихи на тюркском, персидском и арабском языках под литературным псевдонимом Убайдий. До нас дошел сборник его стихотворений.
В эпоху Шибанидов в Бухарском ханстве известной ученой женщиной-суфием была Ага-и бузург или «Великая Леди», (умерла в 1522-23 г.), также ее называли «Мастура Хатун»..

#### Династия Аштарханидов

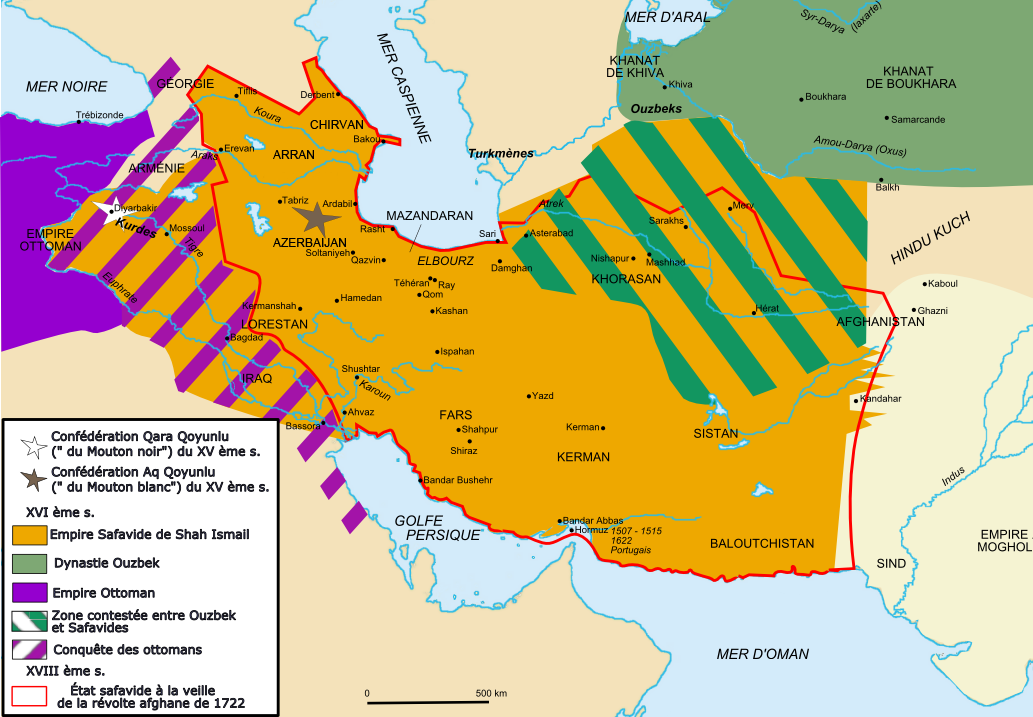
Владения Сефевидов и Аштарханидов

Аштарханиды (Джаниды) — династия бухарских ханов (1599—1785), происходившая от астраханских ханов из дома Джучи. Пришла на смену династии Шейбанидов в Бухарском ханстве. В 1602 году джанид Баки Мухаммад отстоял независимость Бухарского ханства, нанеся поражение войскам сефевидского шаха Аббаса I в битве при Балхе.
Бухарский аталык при Аштарханидах (1599—1753), в политической иерархии занимал второе место после хана. При слабых ханах фактически власть сосредоточивалась в руках аталыка. В документах XVII века бухарский аталык выступал чертами первого министра и занимал первое место в чиновной иерархии. При назначении в звание аталыка пожалованному лицу посылали фирман вместе с почётным халатом и конем. Согласно табелю о рангах, составленному в XVIII веке, бухарский аталык также заведовал орошением эмирата: «ведал реку благородной Бухары (то есть Зеравшана) от Самарканда до Каракумы». При Абдулазиз-хане (1645—1680) Ялангтуш Бахадур назначался на эту должность в столице — Бухаре. При Абулфейз-хане (1711—1747) большим авторитетом пользовался Мухаммад Хаким-бий. Он был признан главным среди аталыков всех сыновей хана.
Наиболее известным аштарханидом был Имамкули-хан (1611—1642), при правлении которого губернатором Самарканда Ялангтушем Бахадуром было завершено строительство архитектурного комплекса Регистан, а его визирь Надир диванбеги построил на свои средства медресе в Бухаре и Самарканде.
Известным историком, географом XVII века был Махмуд ибн Вали. Он был автором энциклопедического трактата, созданного в 1634—1640 гг, «Бахр ал-асрар фи манакиб ал-aхйар» (Море тайн относительно доблестей благородных). Труд был посвящён Аштарханиду Надир Мухаммеду.
Аштарханид Субханкули-хан (1681—1702) был автором нескольких произведений по медицине и астрологии. Его произведение по медицине было написано на среднеазиатском тюркском языке. Один из списков рукописи хранится в библиотеке в Будапеште. Субханкули-хан увлекался поэзией и писал стихи под псевдонимом Нишони.
Ослабление Бухарского ханства происходит при правлении последних аштарханидов Убайдулла-хана II (1701—1711) и Абулфейз-хана (1711—1747).
В первой половине XVIII века, Бухарское ханство оказалось в состоянии экономического кризиса. В результате к власти в Бухаре пришла узбекская династия мангытов в лице Мухаммада Рахима

#### Династия Мангытов

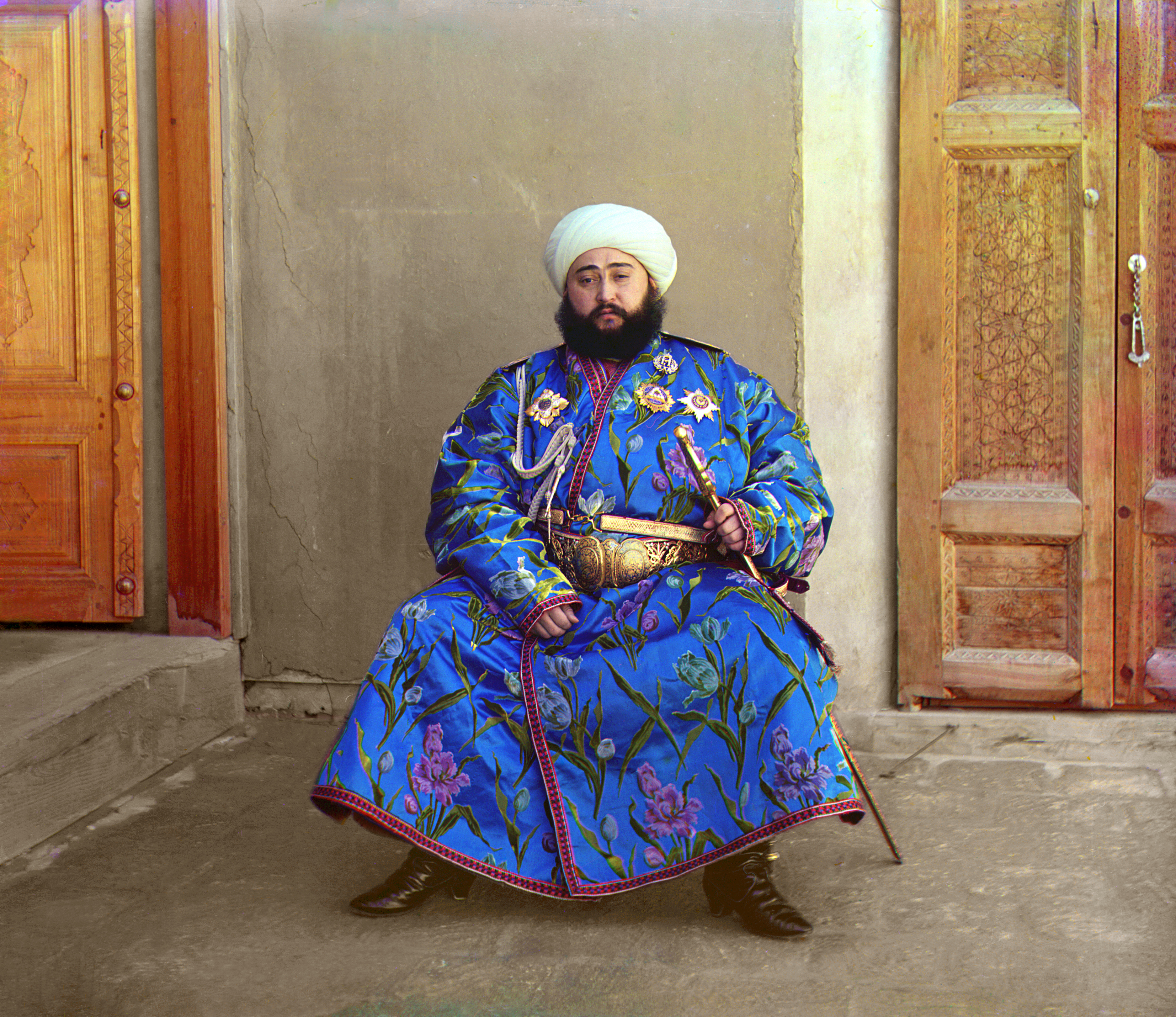
Сейид Алим-хан, 1911 год, фотография С. М. Прокудина-Горского

Аштарханидов сменила узбекская династия Мангыт, члены которой правили Бухарой до 1920 года. Начало усиления политического влияния представителей узбекской мангытской аристократии в Бухарском ханстве относится к началу XVII века. Но реальный рост их могущества произошёл после назначения в 1712 году Худаяр-бия мангыта на пост аталыка. Его сын Мухаммад Хаким-бий занял пост диванбеги при дворе Абулфейз-хана. В 1715—1716 годах Худаяр-бий был отстранён от должности по инициативе Ибрахима-парваначи из узбекского рода кенегесов. В 1719—1720 годах после бегства Ибрахим-бия из Бухары Худаяр-бию, который находился в Балхе, разрешили вернуться к власти, дав ему в удел Карши, что было результатом политики его сына Мухаммада Хаким-бия. В 1721 году Мухаммад Хаким-бий был назначен аталыком.
Во время похода афшаридского правителя Персии Надир-шаха в Мавераннахр в 1740 году Мухаммад Хаким-бий пошёл на мирные переговоры с ним, сохранив, таким образом, страну от войны и усилив свою власть. У него было пять сыновей: Мухаммад Бадал-бий, Курбан-мирахур (погиб в 1733), Мухаммад Рахим, Йав Кашти-бий, Барат-султан. Его третий сын — Мухаммад Рахим — присоединился к Надир-шаху и участвовал в его дальнейших походах.
С 1740 года фактическая власть в Бухарском ханстве оказалась в руках последних аталыков из узбекского рода мангыт, Мухаммад Хаким-бия (1740—1743), Мухаммад Рахима (1745—1753) и Даниял-бия (1758—1785). Бухарские ханы оказались в полной от них зависимости.
В 1747 году после убийства Абулфейз-хана фактическая власть полностью оказалась в руках Мухаммад Рахима. До 1756 года номинальными правителями являлись аштарханидские младенцы Абдулмумин-хан (1747—1751), Убайдала-хан III (1751—1754) и Абулгази-хан (1754—1756). Сам Мухаммад Рахим женился на дочери Абулфейз-хана. Под властью Бухарского ханства при Рахиме находились Бухара, Самарканд, Мианкаль, Кермине, Карши, Хузар, Керки, Чарджоу, Шахрисабз, Гиссар. Фергана и Ташкент оставались самостоятельными владениями. Хотя Мухаммад Рахим-хан не был потомком Чингисхана, он путём жесткой политики и хорошей организации смог добиться признания своей власти, взойти на трон и даже принять титул хана.
После смерти Рахим-хана в 1758 году его преемником стал Даниял-бий (1758—1785). В 1784 году Даниял-бий уступил власть своему сыну Шахмураду (1785—1800). Нововведения Шахмурад начал с того, что устранил двух коррумпированных влиятельных сановников — Давлата-кушбеги и Низамуддина-казикалона, убив их в Арке на глазах придворных. Затем Шахмурад торжественно вручил жителям Бухары тарханную грамоту, освобождавшую их от ряда налогов. Текст грамоты был вырезан на камне, прикрепленном к айвану большой соборной мечети. Взамен он учредил новый налог «джул» на содержание войска в случае войны.
В 1785 году после смерти аталыка Даниял-бия и подставного хана Абулгази страной начал править его старший сын Шахмурад (1785—1800) с титулом эмира. Впоследствии чин аталыка, раньше имевший значение полномочного владетеля и считающийся званием после ханского достоинства, в XIX веке утратил и уступил своё значение чину кушбеги. Кушбеги - титул, соответствующий титулу визиря и высшего сановника, управлявшего государственными делами в период правления узбекской династии Мангытов в Бухарском эмирате в 1756—1920 годах. Слово «кушбеги» дословно переводится с тюркского языка как начальник ставки, становища.
Сосредоточив в своих руках власть, Шахмурад отказался от ханского титула и принял титул амира. Так Бухарское ханство превратилось в Бухарский эмират.

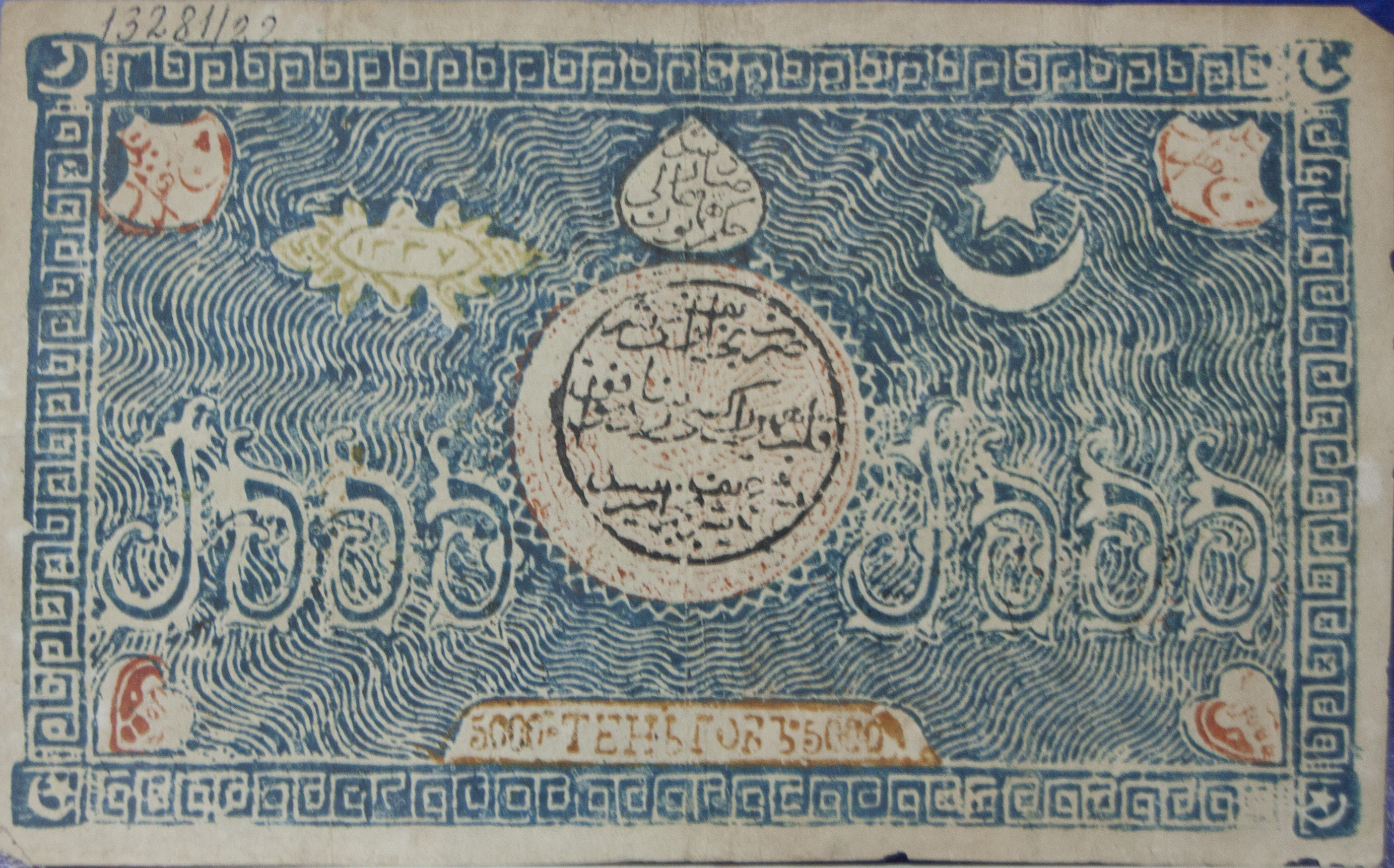
Банкнота Бухарского эмирата в 5 тысяч тенег

## Взаимоотношения Бухарского ханства с Россией
Первые отношения России с Бухарой, при посредстве купцов и торговых людей, начались ещё до появления монголов; но сведения об этих отношениях настолько скудны, что не дают возможности составить о характере их никакого понятия.
В середине XVI века Бухарское ханство посетил представитель Московской компании Антони Дженкинсон.
В 1620 году в Бухаре побывал российский посланник Иван Хохлов.
Одно из первых посольств в Бухару, о котором имеются более точные данные, было посольство, снаряжённое царем Алексеем Михайловичем (1645—1676) в 1675 к аштарханидскому бухарскому хану Абдулазиз-хану (1645—1681), и состоявшее из Василия Александрова Даудова, астраханца Махмета Юсупа Касимова, подьячего посольского приказа Никифора Венюкова и подьячего казанского дворца Ивана Шапкина.
Абулфейз-хан в 1717 году  отправил в Россию посла Кулибека топчи-баши. Посол был лично принят царем Петром Великим. Известно, что мать посла Кулибека топчи-баши — Дарья — была русской пленницей в Бухаре и даже сохранила православное вероисповедание. Отец был из родовых узбеков ханства. Посол поздравил Петра I с победами, одержанными над шведами. Одним из самых важных пунктов посольства Кулибека было ходатайство о бухарских купцах. В ханской грамоте Абулфеиз-хан просил русского царя отпустить своих подданных, задержанных в Астрахани. Петр Великий подчеркнул «Мы с удовольствием то приемлем, ежели вы желаете, дабы между нашими государствами дружба и приятство было содержано, в чем мы великий государь и от своей стороны вас обнадеживаем. И когда будет от Астрахани до Бухары свободный проезд, тогда мы с нашей стороны посла нашего к вам отправим»
Пётр I, неоднократно пытавшийся завязать отношения со Средней Азией, в 1719 посылал в Бухару Флорио Беневени разузнать о возможности воспользоваться Амударьёй для торговых целей. В 1774 году Ф. Ефремов, захваченный в плен киргизами, совершил чрезвычайно интересное путешествие по Средней Азии и сообщил много ценных сведений о Бухаре.
Узбекский эмир Даниял-бий в январе 1774 года отправил посольство в Россию во главе Ирназар Максуд угли  5 апреля 1775 года посольство представилось императрице Екатерине II. При представлении посол был принят императрицей, которая спрашивала о его государе и о нем самом. В 1779 году было отправлено посольство из Бухары в Россию, во главе которого опять был поставлен мулла Ирназар-бий и его сын Мухамед-Шерифбий. Императрице были подарены два арабских аргамака, с попонами и седлами; сабля, осыпанная алмазами и другими драгоценными камнями; 35 пар индийской кисеи, вышитой золотом и шелками. Цесаревичу — один аргамак; цесаревне — 10 пар кисеи; Потёмкину, Панину, Безбородко и прочим — 5 арабских лошадей, 115 бухарских халатов из дорогих материй, ружьё с золотой насечкой и некоторые другие вещи бухарского производства.. Посольства Ирназара Максудова способствовали укреплению бухарско-российских отношений. В условиях экономической изоляции Средней Азии, падения значения Великого шёлкового пути, Ирназар Максудов выдвинул смелую и сложную идею — проект поворота торговых сношений Восточной Азии с Западной Европой на их первоначальный путь, в бухарско-русские пределы. Существовавшие исторические условия не позволили реализоваться этой идее. Русское правительство высоко оценило заслуги бухарского посла. Ему был пожалован «один казённый корабль, из находившихся в Каспийском море, для распространения торговли в границах Российской империи и дозволялось торговать на 10 тысяч рублей беспошлинно в течение пятилетнего времени». Также ему было разрешено купить у казны и отправить в Бухару беспошлинно 15 тысяч пудов железа, 5 тысяч пудов стали и 3 тысяч пудов меди. В знак уважения Екатерина Великая подарила Эрназару Максудбеку 10 тысяч рублей. На эти средства впоследствии в Бухаре было построено медресе, названное в честь спонсора Эрназар эльчи. Оно находилось в западной части медресе Кукельдаш и просуществовало до середины 1950-х годов. Медресе было разрушено по инициативе советских органов власти. Ныне на его месте расположен сквер.
В сентябре-октябре 1858 года в Бухаре побывала российская делегация во главе с Н. П. Игнатьевым. Принятие русских предложений бухарским эмиром укрепило позиции Российской империи. Миссия Н. П. Игнатьева была последним из посольств перед стремительным наступлением войск Российской империи в глубь Азии.